# Petru Crisologul
Petru Crisologul (n. 380 d.Hr., Imola, Emilia-Romagna, Italia – d. 31 iulie 450 d.Hr., Imola, Emilia-Romagna, Italia) a fost episcop al arhidiecezei de Ravenna și este venerat ca sfânt în Biserica Ortodoxă și în catolicism. Petru Crisologul a fost foarte apreciat pentru predicile sale iar în 1729 a fost declarat doctor al Bisericii de către Roma.